# アルフォンソ1世・デステ

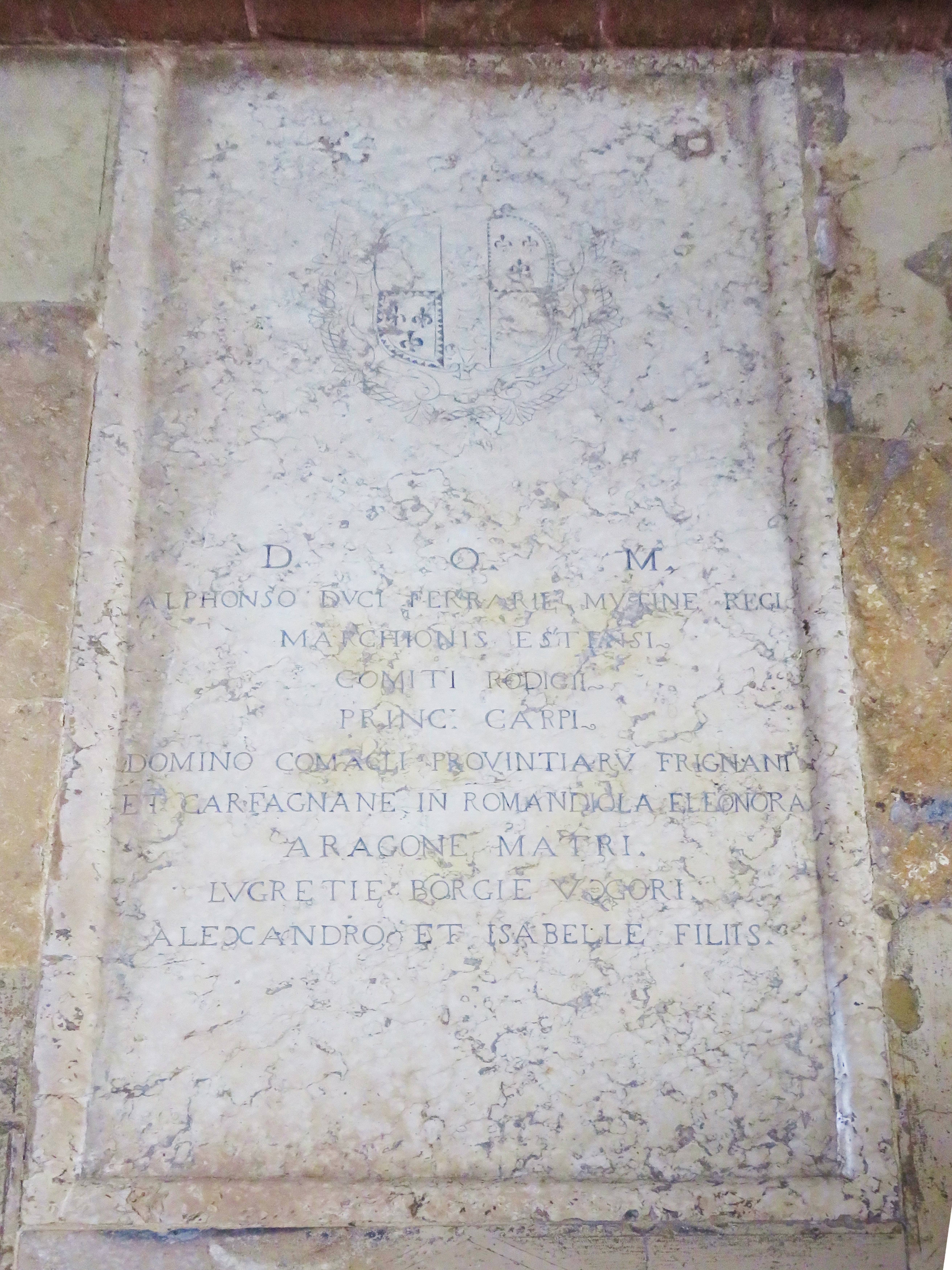
アルフォンソ1世とルクレツィア・ボルジアの墓碑

アルフォンソ1世・デステ （Alfonso I d'Este, 1476年7月21日 - 1534年10月31日）は、モデナ＝レッジョ公、フェラーラ公。コンドッティエーレ。カンブレー同盟戦争で活躍した。エルコレ1世・デステと妃レオノーラ・ダラゴーナの長子。姉はルネサンスの華と謳われたイザベッラ、ベアトリーチェである。

## 生涯
1505年に公位を継承した直後、実弟フェランテと異母弟ジューリオが、アルフォンソ1世ともう1人の弟イッポーリト枢機卿に対してたくらんだ陰謀に直面した。1506年9月、不敬罪の容疑で2人を捕らえて死刑を宣告したが、彼らを絞首刑にするところを変え、終身刑とした。2人はトッレ・ディ・レオニの2つの独房に分けて幽閉された。フェランテは34年後に独房で死に、ジューリオは53年もの幽閉ののち赦免され解放された。釈放後、ジューリオはフェッラーラの街頭で時代遅れの衣服を嘲笑されたという。
イタリア戦争において、アルフォンソ1世はカンブレー同盟側についた。ローマ教皇ユリウス2世によって司令官に命じられ、ポレセッラの戦いでボローニャを獲得。しかし1510年にユリウス2世に破門され、フェラーラを教皇領にされた。その後はヴェネツィア共和国や教皇庁の敵と戦い続け、1512年のラヴェンナの戦いでは、フランス軍に勝利をもたらす重要な役割を演じた。これらの快進撃は、ラ・ジューリアと名付けられた巨大な大砲を含むフェラーラの兵器がもたらしたとされている。
1526年、クレメンス7世から破門されローマに幽閉されるが、これがローマ略奪の切っ掛けとなる。1530年、神聖ローマ皇帝カール5世と和解したクレメンス7世はアルフォンソ1世の破門を解き、モデナとレッジョを与えた。
父同様音楽のパトロンであり、アントワーヌ・ブリュメルやアドリアン・ヴィラールトを宮廷へ招いた。

## 家族
1496年、美貌で知られたアンナ・マリーア・スフォルツァ（ガレアッツォ・マリーア・スフォルツァの娘）と結婚。同時期に姉ベアトリーチェはミラノ公ルドヴィーコ・スフォルツァと結婚した。1497年にアンナは女児を死産して産褥死した。 
1501年、アレクサンデル6世の娘ルクレツィア・ボルジアと再婚。ルクレツィアは3度目の結婚であった。
- アレッサンドロ（1505年）
- 女児（1507年、死産）
- エルコレ2世（1508年 - 1559年）
- イッポーリト（1509年 - 1572年） - 枢機卿
- アレッサンドロ（1514年 - 1516年）
- エレオノーラ（1515年 - 1575年） - フェラーラ、コルプス・ドミーニ修道院長
- フランチェスコ（1516年 - 1578年） - マッサロンバルダ侯
- イザベッラ＝マリーア（1519年、死産）

また、ラウラ・ディアンティとの間に庶子が2人いた。
- アルフォンソ（1527年 - 1587年） - モンテッキオ侯。1549年、ジューリア・デッラ・ローヴェレ（フランチェスコ・マリーア1世・デッラ・ローヴェレの娘）と結婚。死別後、1584年にヴィオランテ・シーニャと再婚。チェーザレ・デステの父。
- アルフォンシーノ（1530年 - 1547年） - カステルヌオーヴォ伯